# The British Blues Quintet
The British Blues Quintet was een Britse blues- en rhythm-and-bluesband, die werd geformeerd in 2006 door vijf muzikanten, die al een lange carrière achter de rug hadden in de blues- en rockmuziek. Zangeres Maggie Bell en drummer Colin Allen (ex-Focus) hadden in de jaren 1970 al samengespeeld in Stone the Crows. De bezetting bestond verder uit toetsenist en zanger Zoot Money, bassist Colin Hodgkinson en de Duitse gitarist Frank Diez. Ze namen het live-album Live in Glasgow (2007) op.
In 2011 begon Jon Lord (ex-Deep Purple) het Jon Lord Blues Project, waar Zoot Money, Maggie Bell, en Colin Hodgkinson aan deelnamen. Als gevolg hiervan besloot Colin Allen in 2013 tot ontbinding van het Britse Blues Quintet.

## Bezetting
- Zoot Money (keyboards, zang)
- Colin Allen (drums)
- Maggie Bell (zang)
- Colin Hodgkinson (basgitaar, zang)
- Miller Anderson (gitaar, zang)
- Frank Diez (gitaar)

## Discografie

### Albums
- 2007: Live in Glasgow (opgenomen op de Ferry)